# Hideyuki Nakamura
Hideyuki Nakamura (japanisch 中村 英之 Nakamura Hideyuki; * 3. Juni 1984 in der Präfektur Saitama) ist ein japanischer Fußballspieler.

## Karriere
Nakamura erlernte das Fußballspielen in der Universitätsmannschaft der Juntendo-Universität. Seinen ersten Vertrag unterschrieb er 2007 bei Mito HollyHock. Der Verein spielte in der zweithöchsten Liga des Landes, der J2 League. Für den Verein absolvierte er 83 Ligaspiele. 2011 wechselte er zum Ligakonkurrenten Thespa Kusatsu (heute: Thespakusatsu Gunma). Für den Verein absolvierte er 71 Ligaspiele. 2014 wechselte er zum Ligakonkurrenten FC Gifu. Für den Verein absolvierte er 10 Ligaspiele. 2015 wechselte er zum Erstligisten Montedio Yamagata. Ende 2015 beendete er seine Karriere als Fußballspieler.